# Campeonato Africano de Judo de 2018
El XXVII Campeonato Africano de Judo se celebró en Ciudad de Túnez (Túnez) entre el 12 y el 14 de abril de 2018 bajo la organización de la Unión Africana de Judo.
En total se disputaron dieciséis pruebas diferentes, ocho masculinas y ocho femeninas.

## Resultados

### Masculino
| Evento            | Oro                             | Plata                      | Bronce                                                    |
| ----------------- | ------------------------------- | -------------------------- | --------------------------------------------------------- |
| –60 kg            | Salim Rabahi Marruecos          | Fraj Dhuibi Túnez          | Moussa Diop Senegal Salim Rabahi Argelia                  |
| –66 kg            | Mohamed Abdelmawgud · Egipto    | Ahmed Abdulrahman · Egipto | Imad Basu Marruecos Hud Zurdani Argelia                   |
| –73 kg            | Fethi Nurin Argelia             | Mohamed Mohyeldin · Egipto | Ahmed El-Meziati Marruecos Acácio Quifucussa Angola       |
| –81 kg            | Mohamed Abdelaal · Egipto       | Achraf Muti Marruecos      | Abdelrahman Mohamed · Egipto · Abdelaziz Ben Amar · Túnez |
| –90 kg            | Abderahman Benamadi Argelia     | Osama Snusi Túnez          | Ali Hazem · Egipto · Eyale Le Beau · R. D. del Congo      |
| –100 kg           | Ramadan Darwish · Egipto        | Lyes Buyacub Argelia       | Bilal Belhimer Argelia Anis Ben Jaled Túnez               |
| +100 kg           | Faisal Yabalá Túnez             | Mbagnick Ndiaye Senegal    | Mustafa Abdalaui Marruecos Mohamed Tayeb Argelia          |
| Categoría abierta | Mohamed Sofian Belrekaa Argelia | Maisara Al-Nagar · Egipto  | Dieudonne Dolassem Camerún Faisal Yabalá Túnez            |

### Femenino
| Evento            | Oro                               | Plata                   | Bronce                                            |
| ----------------- | --------------------------------- | ----------------------- | ------------------------------------------------- |
| –48 kg            | Olfa Saudi Túnez                  | Aziza Chakir Marruecos  | Hayer Meserem Argelia Geronay Whitebooi Sudáfrica |
| –52 kg            | Fatima Zahra El-Qorachi Marruecos | Hela Ayari Túnez        | Faiza Aisahin Argelia Meriem Musa Argelia         |
| –57 kg            | Sumiya Iraui Marruecos            | Lamia Alzenan · Egipto  | Nesria Yelasi Túnez Gofran Jelifi Túnez           |
| –63 kg            | Meriem Byaui Túnez                | Sofia Belatar Marruecos | Imen Aguar Argelia Amina Belkadi Argelia          |
| –70 kg            | Asma Niang Marruecos              | Suad Belakehal Argelia  | Karene Agono Wora Gabón Nihel Buchucha Túnez      |
| –78 kg            | Kauzar Ualal Argelia              | Sara Mzugui Túnez       | Alaa Hamed · Egipto · Unelle Snyman · Sudáfrica   |
| +78 kg            | Nihel Sheij Ruhu Túnez            | Sonia Aselah Argelia    | Hortence Atangana Camerún Monica Sagna Senegal    |
| Categoría abierta | Nihel Sheij Ruhu Túnez            | Monica Sagna Senegal    | Hortence Atangana Camerún Unelle Snyman Sudáfrica |

## Medallero
| Núm. | País            | Oro | Plata | Bronce | Total |
| ---- | --------------- | --- | ----- | ------ | ----- |
| 1    | Túnez           | 5   | 4     | 6      | 15    |
| 2    | Argelia         | 4   | 3     | 9      | 16    |
| 3    | Marruecos       | 4   | 3     | 3      | 10    |
| 4    | Egipto          | 3   | 4     | 3      | 10    |
| 5    | Senegal         | 0   | 2     | 2      | 4     |
| 6    | Camerún         | 0   | 0     | 3      | 3     |
| 6    | Sudáfrica       | 0   | 0     | 3      | 3     |
| 8    | Angola          | 0   | 0     | 1      | 1     |
| 8    | Gabón           | 0   | 0     | 1      | 1     |
| 8    | R. D. del Congo | 0   | 0     | 1      | 1     |
|      | TOTAL           | 16  | 16    | 32     | 64    |